# Провинција Чикуго
Чикуго (јап. 筑後国) је једна од 66 историјских провинција Јапана, која је постојала од почетка 8. века (закон Таихо из 703. године) до Мејџи реформи у другој половини 19. века. Чикуго се налазио на западној обали острва Кјушу.
Царским декретом од 29. августа 1871. све постојеће провинције замењене су префектурама. Територија Чикугоа припада јужном делу данашње префектуре Фукуока.

## Географија
Чикуго је западу излазио на Источно кинеско море. На северу се граничио са провинцијама Хизен и Чикузен, на истоку са провинцијом Бунго, а на југу са провинцијом Хиго.